# Hymenorchis serrulata
Hymenorchis serrulata är en orkidéart som först beskrevs av Nicolas Hallé, och fick sitt nu gällande namn av Leslie Andrew Garay. Hymenorchis serrulata ingår i släktet Hymenorchis och familjen orkidéer.
Artens utbredningsområde är Nya Kaledonien. Inga underarter finns listade i Catalogue of Life.